# Calle Rodríguez Arias
La calle Rodríguez Arias es una calle ubicada en el centro de la villa de Bilbao (España). Se inicia en la confluencia de las calles Astarloa, Cardenal Gardoqui, Bertendona y Licenciado Poza, a la altura de la Biblioteca Foral de Bizkaia, y finaliza en la avenida Sabino Arana, frente a la Misericordia, discurriendo en paralelo a la Gran Vía de Don Diego López de Haro.
Recibe su nombre en honor al ministro de Marina Rafael Rodríguez Arias.

## Nuevo corredor comercial

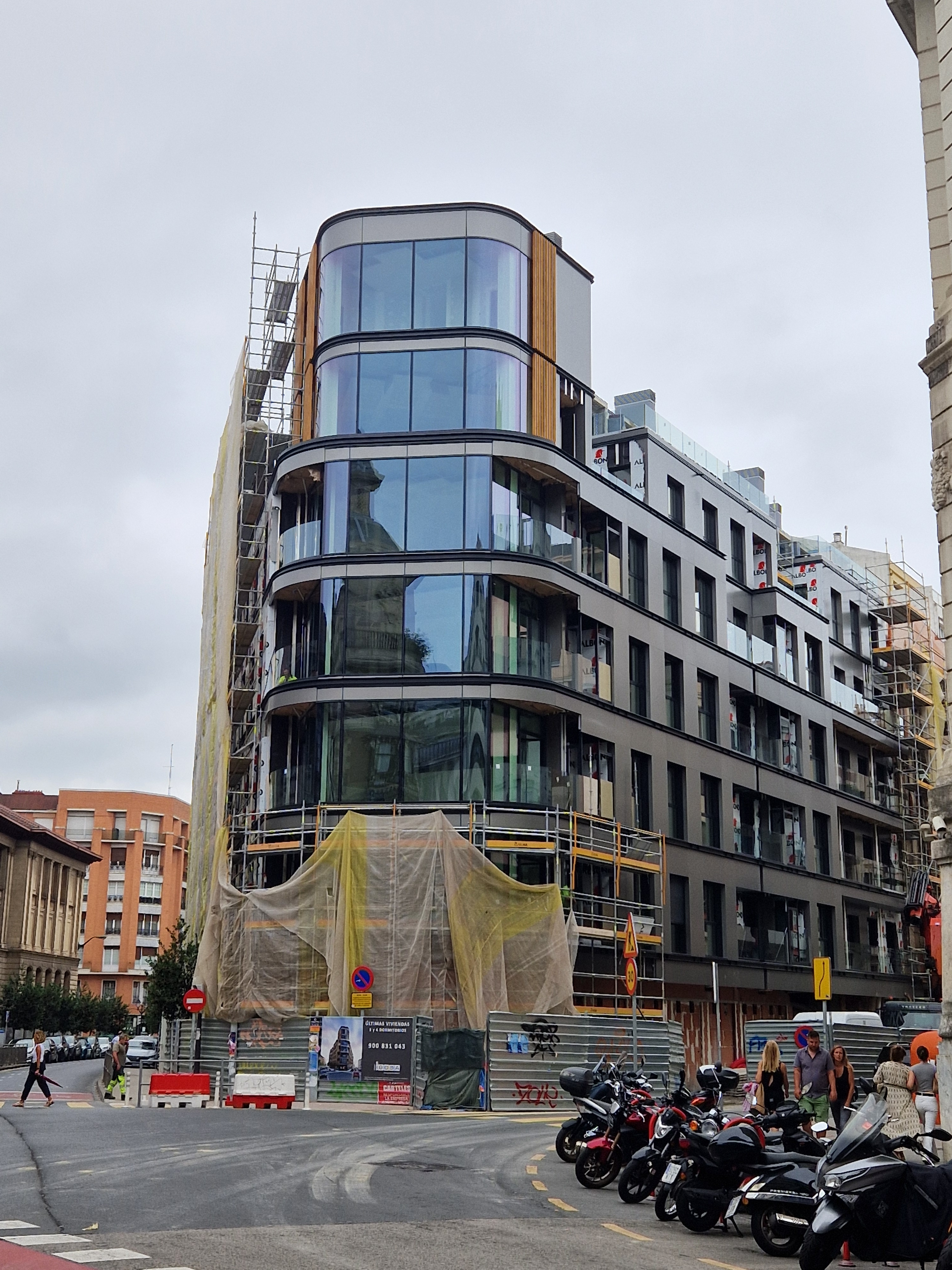
Residencial Acrux en obras.

El 1 de marzo de 2022 se presentó el proyecto para convertir esta arteria urbana que corre en paralelo en la Gran Vía en el nuevo corredor comercial de la villa. Para ello se planteó incrementar en un 50% el espacio peatonal existente en la actualidad, desde Mercadona hasta la plaza Campuzano. El 27 de septiembre de 2022 comenzaron oficialmente las obras, finalizando el 31 de julio de 2023.
Del 19 de septiembre de 2024 hasta el 20 de diciembre del mismo año continuó acometiéndose el corredor comercial entre la calle Elcano y Alameda de Recalde.

### Residencial Acrux
La emprersa Ibosa inició la construcción del conjunto residencial Acrux, ubicado al inicio de la calle Rodríguez Arias en su confluencia con Licenciado Poza, a la altura de la Biblioteca Foral de Bizkaia. Treinta y ocho viviendas de un edificio de lujo que sustituye a las antiguas oficinas de Kutxabank, ya demolidas.

## Edificios y plazas de interés
Diversos edificios reseñables rodean la Calle Rodríguez Arias:
- Biblioteca Foral de Bizkaia.
- Hotel Carlton.
- Santa y Real Casa de Misericordia de Bilbao.
- Estadio de San Mamés.

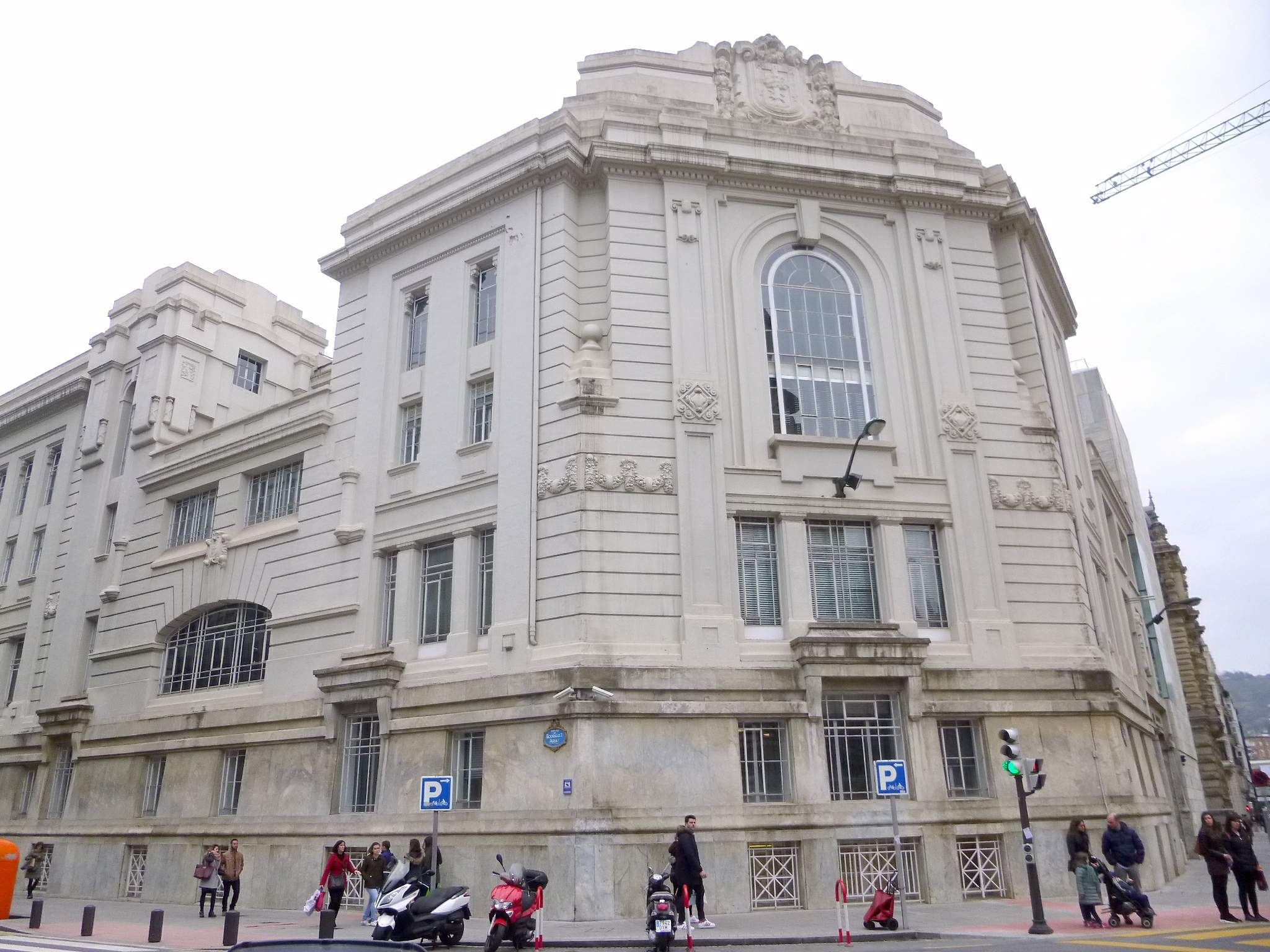
Biblioteca Foral de Bizkaia
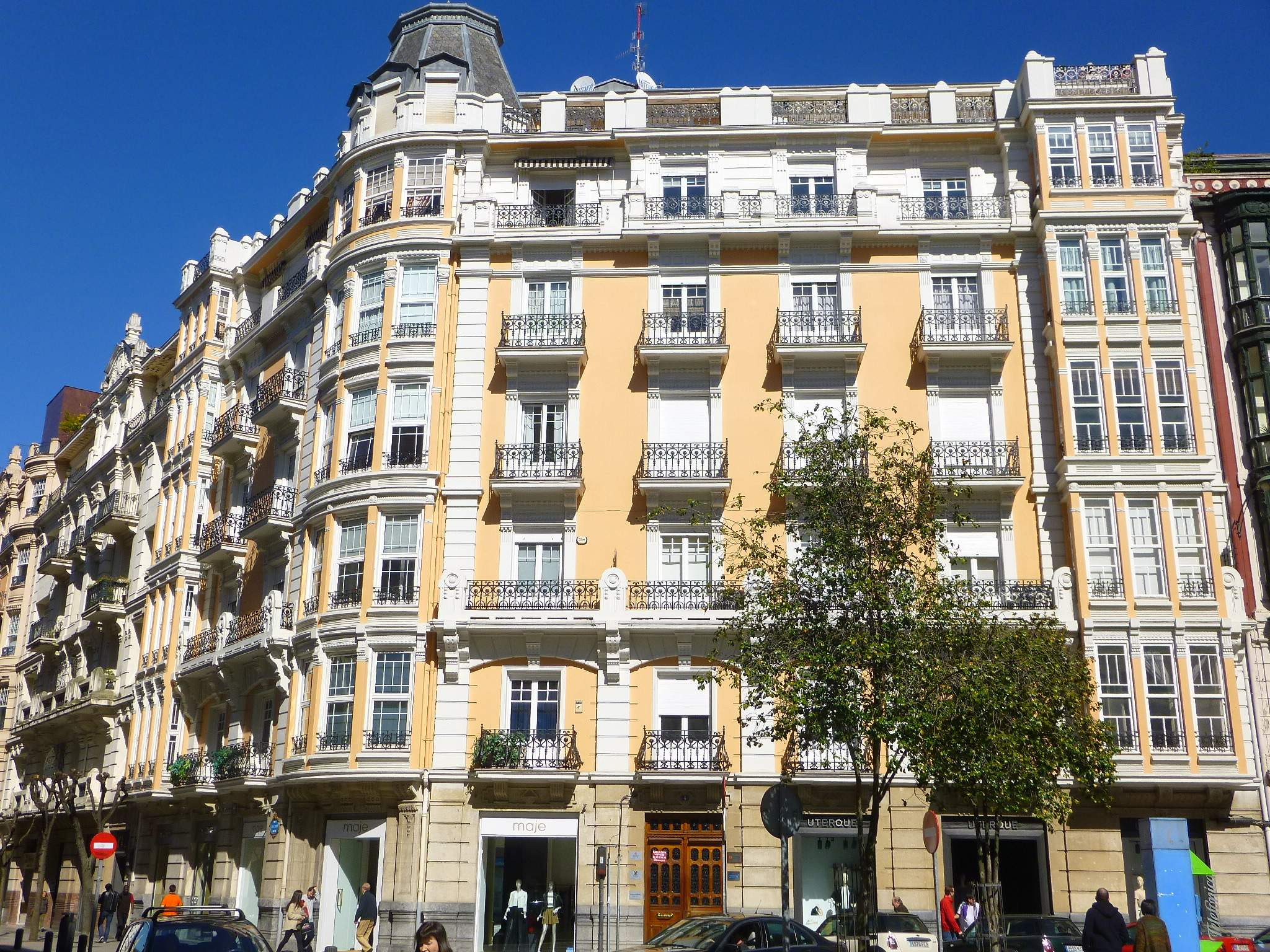
Detalle de la fachada de un edificio a la altura de la plaza de Pedro Eguillor
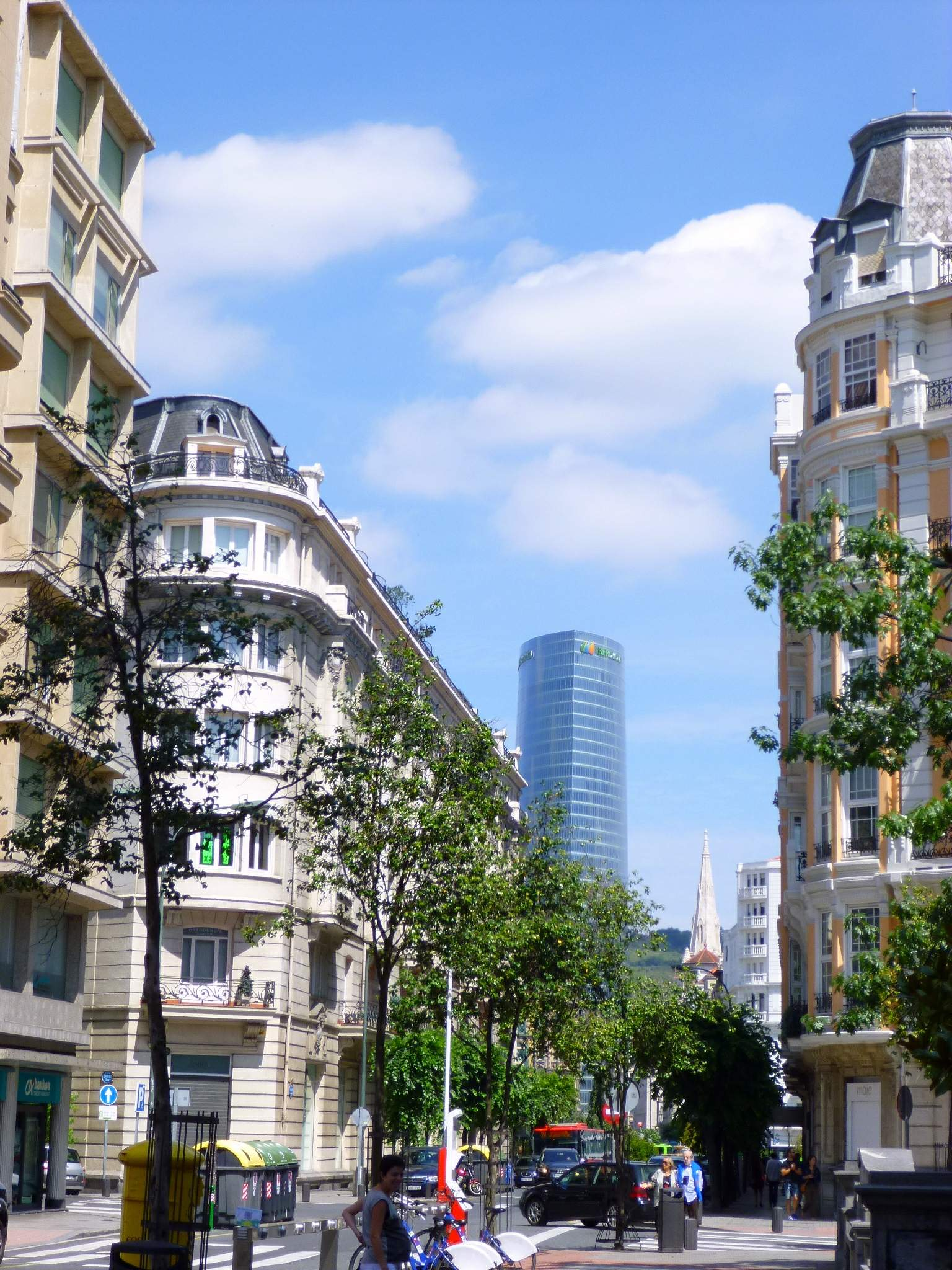
Trasera del Hotel Carlton en su intersección con la calle Elcano
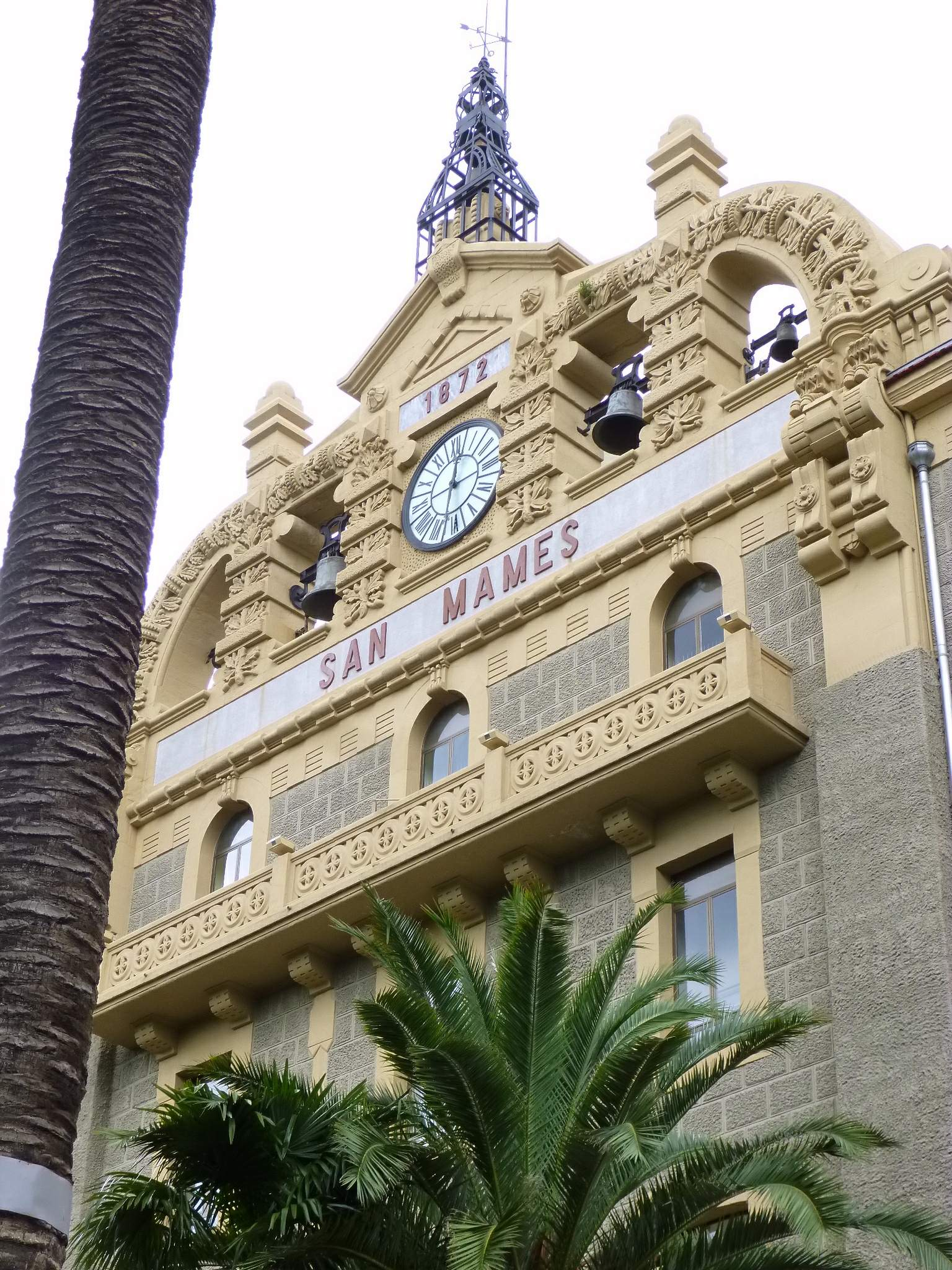
Santa y Real Casa de Misericordia de Bilbao
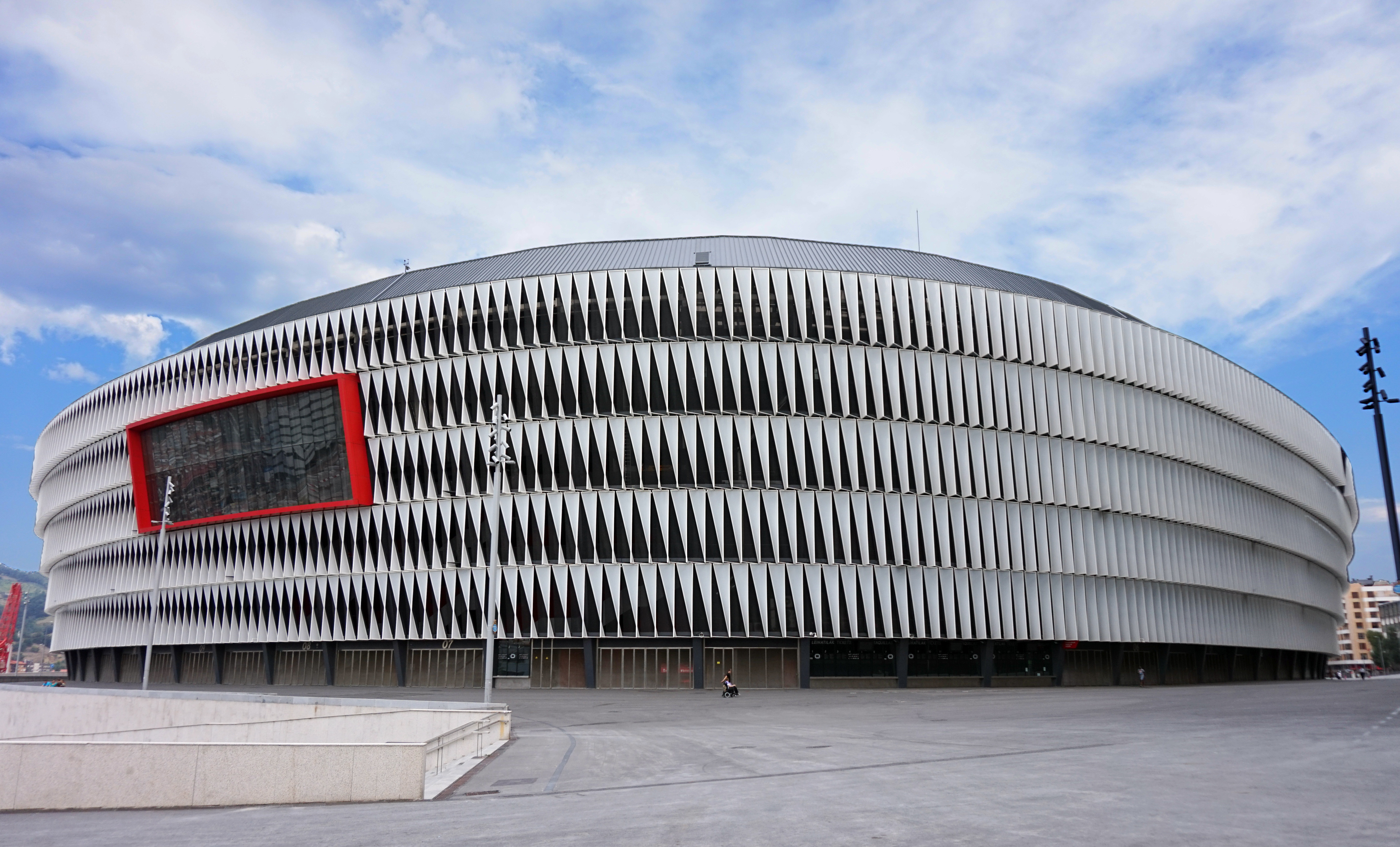
Estadio de San Mamés

Dos plazas figuran a lo largo de su recorrido:
- Plaza de Pedro Eguillor.
- Plaza Campuzano.

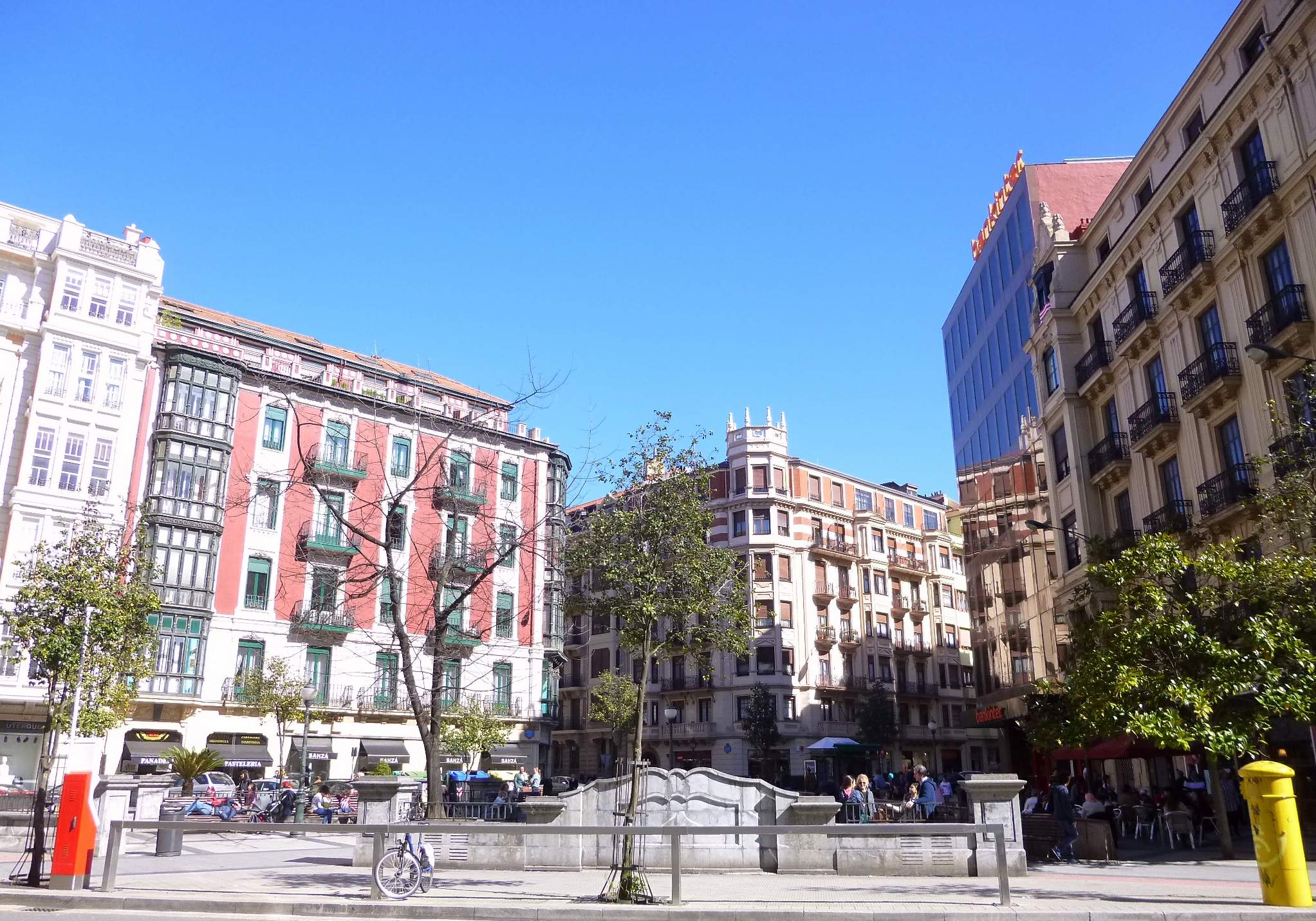
Plaza de Pedro Eguillor
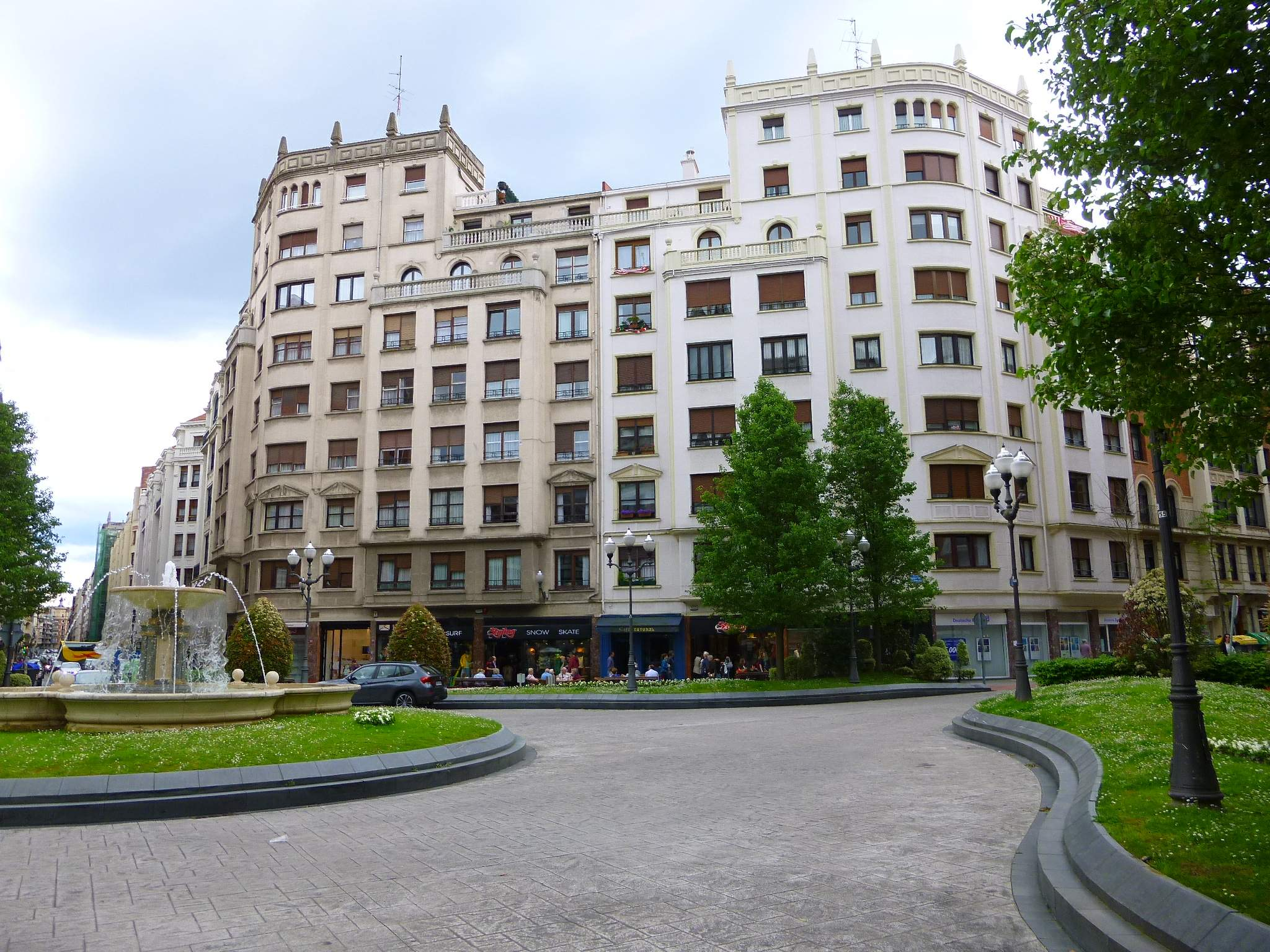
Plaza Campuzano